# Luhyňa
Luhyňa és un poble i municipi d'Eslovàquia. Es troba a la regió de Košice, a l'est del país.

## Història
La primera referència escrita de la vila data del 1263.

## Demografia
| Godina             | 1994 | 2004    | 2014 | 2024   |
| ------------------ | ---- | ------- | ---- | ------ |
| Nombre de persones | 351  | 313     | 313  | 294    |
| Diferència         |      | −10,82% | +0%  | −6,07% |

| Godina             | 2023 | 2024   |
| ------------------ | ---- | ------ |
| Nombre de persones | 301  | 294    |
| Diferència         |      | −2,32% |